# Heiko Schaffartzik
Heiko Schaffartzik (Berlino, 3 gennaio 1984) è un ex cestista tedesco.

## Carriera
Con la Germania ha disputato i Campionati mondiali del 2010 e quattro edizioni dei Campionati europei (2009, 2011, 2013, 2015).
Nel 2023 prende parte interpretando un soldato tedesco di nome Braun nel film Blood & Gold diretto dal regista Peter Thorwarth.

## Palmarès

### Squadra
- Campionato tedesco: 2

Alba Berlino: 2002-03
Bayern Monaco: 2013-14
- Coppa di Germania: 2

Alba Berlino: 2003, 2013
- Coppa di Francia: 1

Nanterre 92: 2016-17
- Match des Champions: 1

Nanterre: 2017
- FIBA Europe Cup: 1

Nanterre 92: 2016-17

### Individuale
- MVP Coppa di Francia: 1

Nanterre 92: 2016-17